# 131 î.Hr.

## Nașteri
- dată necunoscută: Gaius Iulius Caesar (proconsul) politician roman, pretor și proconsul al Asiei (d. 85 î.Hr.)